# ザ・ゴースト・イズ・ダンシング
ザ・ゴースト・イズ・ダンシング (The Ghost is Dancing) は、カナダのインディーポップバンドである。
2002年トロントで結成。

## ディスコグラフィ

### EP
- The City Waltz (2004)
- The Ghost Is Dancing (2006)

### アルバム
- The Darkest Spark (2007)
- Battles On (2009)